# Wálter Guevara
Walter Guevara Arze (ur. 11 marca 1912, zm. 20 czerwca 1996) – tymczasowy prezydent Boliwii w 1979, obalony w wojskowym przewrocie.
Adwokat, pisarz, dyplomata i minister, ambasador Boliwii w Wenezueli, działał w Narodowym Ruchu Rewolucyjnym (MNR), a następnie w Autentycznej Partii Rewolucyjnej (PRA). Od 1979 do 1980 był przewodniczącym senatu. W 1980 kandydował na urząd prezydenta.